# Club Santos Los Mochis
El Club Santos Los Mochis fue un club de fútbol profesional con sede en Los Mochis, Sinaloa, México. Fue fundado el 26 de junio de 2012 y desapareció dos años después, el 15 de mayo de 2014. Participaba en la Liga de Nuevos Talentos, de la Segunda División de México.

## Historia
El Club Santos Los Mochis fue fundado el 26 de junio de 2012, cuando Alejandro Irarragorri firmó un convenio con Mario López Valdez, gobernador del estado de Sinaloa. José Isabel Ramos Vázquez fue el primer y único presidente del equipo.
Para comenzar a formar el equipo, el Santos Laguna envió 10 jugadores de sus fuerzas básicas. Inició su primer torneo en penúltimos en su grupo en el Apertura 2012 pero en el Clausura 2013 fue el mejor torneo siendo líderes del grupo 2 llegaron a octavos de final ante Garzas UAEH y Santos Los Mochis lo elimina pasaron a los cuartos de final ante Atlético Chiapas abrieron primero en el Estadio Víctor Manuel Reyna con victoria de Santos, se jugó el partido de vuelta en el Estadio Centenario seguían haciendo historia se llegó a semifinales ante los Actuales campeones Alacranes de Durango fueron eliminados así culminó la temporada para Santos Los Mochis. Su último partido fue contra Club Zacatepec en semifinales cayendo 3-0 en el Estadio Mariano Matamoros
El 15 de mayo de 2014, el presidente del club anunció que el club terminó sus relaciones con el Club Santos Laguna y que a partir del segundo semestre del año el equipo cambiaría de nombre, escudo y colores.

## Estadio Centenario
El estadio Centenario se inauguró para la temporada de Apertura 2004, en el partido disputado entre los Tigres de Los Mochis (en ese entonces llamados Tigrillos-Broncos) contra el Correcaminos de la UAT, con la victoria para los locales de 2 a 1, marcando el primer gol en la historia del Estadio Centenario, así se disputó el primer partido oficial de Ascenso MX en la ciudad.
Cuenta con una capacidad para 9,000 personas en su totalidad. Se encuentra dividido por sector oriente y sector poniente, contando en ambos lados con cómodas instalaciones para nuestros aficionados. Cuenta también con su área de palcos, contando con aire acondicionado y baños exclusivos.

## Marca Deportiva
- 2012-2013:  Puma AG
- 2013-2014:  Atlética